# Julia Wyszyńska
Julia Wyszyńska (ur. 6 lutego 1986 w Mysłowicach) – polska aktorka filmowa, teatralna i serialowa.

## Życiorys

### Wykształcenie
W roku 2006 ukończyła Studium Teatralne przy Teatrze Śląskim w Katowicach. Stawiała tam pierwsze kroki na deskach teatru pod kierunkiem Rudolfa Zioło w spektaklu „Dżuma” Alberta Camusa. W 2010 roku ukończyła Państwową Wyższą Szkołę Teatralną im. L. Solskiego w Krakowie, grając w dyplomowych spektaklach w reżyserii Jerzego Stuhra (Luigi Pirandello, „Giganci z gór”) oraz Adama Nawojczyka (Stanisław Ignacy Witkiewicz, „Nadobnisie i koczkodany”). W szkole kształciła się pod kierunkiem Anny Polony.

### Kariera
Na deskach teatru debiutowała rolą Zabawnisi w spektaklu Stanisława Ignacego Witkiewicza „Nowe wyzwolenie” w reż. E. Marciniak w Bielsku-Białej. Później trafiła do Teatru Na woli im. Tadeusza Łomnickiego, grając w „Wyzwoleniu” Wyspiańskiego, a także do Laboratorium Dramatu, gdzie zagrała w monodramie „Medea” Eweliny Marciniak. Julia Wyszyńska współdziałała przy Teatrze Rozmaitości, a następnie z Teatrem Polskim w Bydgoszczy, gdzie debiutowała w spektaklu „Źle ma się kraj” w reż. W. Szczawińskiej rolą ‘Postaci Co Nic Nie Rozumie’. Nawiązała również współpracę z Telewizją Polską i stacjami komercyjnymi, grała m.in. w serialach Czas honoru (TVP2), Lekarze (TVN), Hotel 52 (Polsat), Na dobre i na złe. W spektaklu „Klątwa” (reżyseria Oliver Frljić, Teatr Powszechny w Warszawie) zagrała osobę uprawiającą seks oralny z rzeźbą papieża Jana Pawła II.
W 2017 roku wystąpiła w „Offices and Humans” produkcji G.F Darwin jako Kasia / Neiva.

## Nagrody
- I nagroda Grand Prix 9 Ogólnopolskiego Przeglądu Monodramu Współczesnego w Warszawie za spektakl „Medea” w reżyserii Eweliny Marciniak
- Nagroda Publiczności dla najlepszej aktorki Festiwalu II Koszalińskich Konfrontacji Młodych m-teatr za rolę Zabawnisi w spektaklu „Nowe Wyzwolenie”
- Nagroda Prezydenta Miasta Gdańska za rolę w spektaklu „Medea” II Festiwalu Monodramu „Monoblok”
- Najciekawszy debiut w spektaklu „Medea” według ankiety miesięcznika „Teatr”: „Najlepszy, najlepsza, najlepsi w sezonie 2010/2011”
- Wyróżnienie za najciekawszy debiut 2011/2012 w spektaklu „Źle ma się kraj” przez miesięcznik „Teatr”.

## Filmografia

### Filmy
| Rok  | Tytuł                 | Rola                                    |
| ---- | --------------------- | --------------------------------------- |
| 2011 | Wierność              | Magdalena/kelnerka                      |
| 2012 | Bistro                |                                         |
| 2013 | Pełne zanurzenie      | Julia                                   |
| 2017 | Atak paniki           | panna młoda Wiktoria                    |
| 2018 | Miłość jest wszystkim | Ewa Szajnocha                           |
| 2018 | Kler                  | zakonnica – ofiara                      |
| 2020 | Banksterzy            | Katarzyna, pracownica „Polskiego banku” |
| 2021 | Biały potok           | Ewa, żona Michała                       |
| 2021 | Wesele                | Rachela                                 |
| 2022 | Każdy wie lepiej      | Sylwia, była żona Grzegorza             |
| 2022 | Noc w przedszkolu     | dyrektorka przedszkola                  |

### Seriale
| Rok       | Tytuł              | Rola                       | Uwagi          |
| --------- | ------------------ | -------------------------- | -------------- |
| 2008      | Żołnierze wyklęci  |                            |                |
| 2011      | Czas honoru        | Klara                      |                |
| 2012      | Misja Afganistan   | Agnieszka Konaszewicz      |                |
| 2012      | Lekarze            | młoda lekarka              | odc. 8         |
| 2012      | Hotel 52           | Ada Kowalska               | odc. 74        |
| 2013      | 2XL                | Lilka                      | odc. 9, 11, 13 |
| 2013–2016 | Na dobre i na złe  | dr n. med. Klaudia Miller  |                |
| 2015      | Komisarz Alex      | Lila Grońska               | odc. 90        |
| 2018      | 1983               | archiwistka w siedzibie SB | odc. 1         |
| 2019      | Szóstka            | Olga Mirska                |                |
| 2019      | Ultraviolet        | Agata Woźniak, żona Eryka  |                |
| 2020      | Mały zgon          | agentka Anna Opala         |                |
| 2020      | Przyjaciółki       | Małgośka, siostra Sławka   |                |
| 2021      | Na Wspólnej        | Lara Cedro                 |                |
| 2021      | Misja              | Eliza Mickiewicz-Słowacka  |                |
| 2022      | Krakowskie potwory | Ewa Zawadzka               |                |
| 2022      | Zachowaj spokój    | Ewelina Miller             |                |
| 2024      | Gra z Cieniem      | więźniarka Pola Niedzielan |                |
| 2024      | Szadź 4            | Helena                     |                |

### Dubbing
- 2021: Venom 2: Carnage – Anne Weying

## Role teatralne

### Teatr Polski w Bydgoszczy
- 2012: Źle ma się kraj jako Postać Co Nic Nie Rozumie w reż. Weroniki Szczawińskiej

### PWST Kraków
- 2007: Klątwa jako chór w reż. Anny Polony
- 2009: Giganci z gór jako Hrabina Ilza, Mara-Mara w reż. Jerzego Stuhra
- 2010: Nadobnisie i koczkodany jako Nina w reż. Adama Nawojczyka

### Teatry współpracujące
- 2006: Dżuma jako zadżumiona w Teatrze Śląskim w Katowicach w reż. Rudolfa Zioło
- 2007: Portret Doriana Graya jako Sybilla Wane w Teatrze Rozmaitości w reż. Michała Borczucha
- 2007: Gardenia jako Kobieta IV w Teatrze Laboratorium Dramatu w Warszawie w reż. Aldony Figury
- 2010: Wynajem jako Anna w Narodowym Starym Teatrze w Krakowie w reż. Eweliny Marciniak
- 2010: Nowe Wyzwolenie jako Zabawnisia w Teatrze Polskim w Bielsku-Białej w reż. Eweliny Marciniak
- 2010: Nasza Klasa jako Rachelka w Teatrze na Woli w Warszawie w reż. Ondreja Spisaka
- 2011: Proces berentyzacji jako Alicja w Teatrze Dramatycznym im. Jerzego Szaniawskiego w Wałbrzychu w reż. Eweliny Marciniak
- 2011: Wyzwolenie jako Harfiarka w Teatrze na Woli w Warszawie w reż. Piotra Jędrzejasa
- 2012: Medea jako Medea w Teatrze Laboratorium Dramatu w Warszawie w reż. Eweliny Marciniak
- 2012: Śmierć i zmartwychwstanie świata jako Gołąb Ann w Narodowym Starym Teatrze w Krakowie w reż. Eweliny Marciniak